# Реало, Ану Тиитовна
Ану Реало (эст. Anu Realo, род. 15 февраля 1971, Вильянди) — эстонский учёный в области психологии и педагог высшей школы, действительный член Эстонской академии наук (2018).

## Биография
Окончила Тартуский университет в 1993 году по специальности социология (с отличием), в 1995 году получила степень магистра наук (MSc) по психологии (с отличием) и в 1999 году — степень доктора философии (PhD) по психологии (с отличием).
С 2000 по 2002 год в постдокторантуре в Левенском университете в Бельгии. С 2013 по 2015 год — профессор-исследователь в Эстонской академии наук, а с 2014 по 2019 год — профессор психологии личности и социальной психологии в Тартуском университете.
Читала лекции и вела исследовательскую работу в Эстонии, России (2011, 2012), Швейцарии (2010), Нидерландах (2005; 2014—2015), Бельгии (2004), Финляндии (1997, 2002), Швеции (2002) и Исландии (1998, 1999, г. 2000), других странах. Выступает в СМИ
С 2016 года профессор в Уорикском университете.
Лауреат Государственной премии Эстонии в области науки (2010)